# Spazio vettoriale quoziente
In matematica, e più precisamente in algebra lineare, lo spazio vettoriale quoziente o spazio quoziente è uno spazio vettoriale ottenuto da una coppia di spazi vettoriali {\displaystyle U\subset V} uno contenuto nell'altro. Lo spazio quoziente si ottiene "collassando" {\displaystyle U} allo zero. Si indica con {\displaystyle V/U}, che si legge {\displaystyle V} mod {\displaystyle U}.

## Definizione
Dato uno spazio vettoriale {\displaystyle V} ed un sottospazio vettoriale {\displaystyle U}, lo spazio quoziente {\displaystyle V/U} è l'insieme quoziente di {\displaystyle V} (cioè l'insieme delle classi di equivalenza su {\displaystyle V}) determinato dalla relazione d'equivalenza:
{\displaystyle v\sim v'\Leftrightarrow v-v'\in U}
Cioè, {\displaystyle v} è equivalente a {\displaystyle v'} se uno può essere ottenuto dall'altro aggiungendo un elemento del sottospazio {\displaystyle U}.
La classe di equivalenza di {\displaystyle v} è spesso denotata con:
{\displaystyle [v]=v+U}
dal momento che è data da:
{\displaystyle [v]=\{v+u:u\in U\}}
Lo spazio quoziente {\displaystyle V/U} è quindi definito come {\displaystyle V/\sim }, l'insieme di tutte le classi di equivalenza su {\displaystyle V} per {\displaystyle \sim }. La funzione che associa ad un vettore {\displaystyle x\in V} la classe di equivalenza {\displaystyle [x]} è detta mappa quoziente.
Come nella costruzione di un gruppo quoziente, addizione e moltiplicazione per scalare "passano al quoziente": sono cioè definite in {\displaystyle V/U} prendendo dei rappresentanti qualsiasi delle classi d'equivalenza. La dimensione dello spazio quoziente si dice codimensione di {\displaystyle U} in {\displaystyle V}. Se {\displaystyle V} è finito-dimensionale, questo è esattamente:
{\displaystyle {\mbox{codim}}_{V}(U)=\dim(V)-\dim(U)}
Lo spazio quoziente è uno spazio vettoriale astratto, non necessariamente isomorfo a un sottospazio di {\displaystyle V}.
Ad esempio, sia {\displaystyle X=\mathbb {R} ^{2}} l'usuale piano cartesiano e {\displaystyle Y} una retta passante per l'origine. Allora, assumendo che ogni retta è parallela a se stessa, lo spazio quoziente {\displaystyle X/Y} rispetto alla relazione di parallelismo tra rette può essere identificato come l'insieme di tutte le rette in {\displaystyle X} parallele a {\displaystyle Y}. In generale, se {\displaystyle V} è una somma diretta di sottospazi {\displaystyle U} e {\displaystyle W}:
{\displaystyle V=U\oplus W}
allora il quoziente {\displaystyle V/U} è naturalmente isomorfo a {\displaystyle W}. Un importante esempio di spazio funzionale quoziente è lo spazio Lp.

## Proprietà

### Somma diretta
In presenza di una somma diretta:
{\displaystyle V=U\oplus W}
lo spazio quoziente {\displaystyle V/U} è isomorfo in modo naturale a {\displaystyle W}. L'isomorfismo è dato da:
{\displaystyle v=u+w\mapsto w}
dove un elemento {\displaystyle v} di {\displaystyle V} è scritto in un unico modo come {\displaystyle u+w}, con {\displaystyle u,w} appartenenti rispettivamente a {\displaystyle U,W}.

### Dimensioni
Vale la successione esatta corta di spazi vettoriali:
{\displaystyle 0\to U\to V\to V/U\to 0}
In particolare:
{\displaystyle \dim V/U=\dim V-\dim U}

## Spazi di Banach
Se {\displaystyle X} è uno spazio di Banach e {\displaystyle M} un sottospazio chiuso di {\displaystyle X}, allora il quoziente {\displaystyle X/M} è ancora uno spazio di Banach. Per definire una norma su {\displaystyle X/M} si pone:
{\displaystyle \|[x]\|_{X/M}=\inf _{m\in M}\|x-m\|_{X}}
Lo spazio vettoriale quoziente {\displaystyle X/M} è dunque completo rispetto alla norma.

### Esempi
Sia {\displaystyle C[0,1]} lo spazio di Banach delle funzioni continue a valori reali e definite sull'intervallo {\displaystyle [0,1]}, equipaggiato con la norma del sup. Sia {\displaystyle M} il sottospazio delle funzioni tali che {\displaystyle f(0)=0}. Allora la classe di equivalenza di qualche funzione {\displaystyle g} è determinata dal suo valore in {\displaystyle 0}, e lo spazio quoziente {\displaystyle C[0,1]/M} è isomorfo a {\displaystyle \mathbb {R} }.
Se {\displaystyle X} è uno spazio di Hilbert allora lo spazio quoziente {\displaystyle X/M} è isomorfo al complemento ortogonale di {\displaystyle M}.

### Generalizzazione a spazi localmente convessi
Lo spazio quoziente di uno spazio localmente convesso per un sottospazio chiuso è ancora localmente convesso. Infatti, si supponga {\displaystyle X} uno spazio localmente convesso in cui la topologia è generata da una famiglia di seminorme {\displaystyle \{p_{\alpha }:\alpha \in A\}}, con {\displaystyle A} un insieme di indici. Sia {\displaystyle M} un sottospazio chiuso e si definiscano le seminorme {\displaystyle q_{\alpha }} su {\displaystyle X/M} nel seguente modo:
{\displaystyle q_{\alpha }([x])=\inf _{x\in [x]}p_{\alpha }(x)}
Allora {\displaystyle X/M} è localmente convesso e la topologia definita su di esso è la topologia quoziente. Se inoltre {\displaystyle X} è metrizzabile allora lo è anche {\displaystyle X/M}. Se {\displaystyle X} è uno spazio di Fréchet allora lo è anche {\displaystyle X/M}.